# Personaggi di Riverdale
Questa voce contiene un elenco dei personaggi presenti nella serie televisiva Riverdale.

Logo della serie

## Cast
- Legenda:      Cast principale;      Ruolo ricorrente;      Guest star;      Non appare.

| Attore                  | Personaggio    | Stagione 1 | Stagione 2 | Stagione 3 | Stagione 4 | Stagione 5 | Stagione 6  | Stagione 6  | Stagione 7 |
| Attore                  | Personaggio    | Stagione 1 | Stagione 2 | Stagione 3 | Stagione 4 | Stagione 5 | "Rivervale" | "Riverdale" | Stagione 7 |
| Attore                  | Personaggio    | 2017       | 2017-2018  | 2018-2019  | 2019-2020  | 2021       | 2021        | 2022        | 2023       |
| ----------------------- | -------------- | ---------- | ---------- | ---------- | ---------- | ---------- | ----------- | ----------- | ---------- |
| KJ Apa                  | Archie Andrews |            |            |            |            |            |             |             |            |
| Lili Reinhart           | Betty Cooper   |            |            |            |            |            |             |             |            |
| Camila Mendes           | Veronica Lodge |            |            |            |            |            |             |             |            |
| Cole Sprouse            | Jughead Jones  |            |            |            |            |            |             |             |            |
| Madelaine Petsch        | Cheryl Blossom |            |            |            |            |            |             |             |            |
| Mädchen Amick           | Alice Cooper   |            |            |            |            |            |             |             |            |
| Ashleigh Murray         | Josie McCoy    |            |            |            |            |            |             |             |            |
| Luke Perry              | Fred Andrews   |            |            |            |            |            |             |             |            |
| Marisol Nichols         | Hermione Lodge |            |            |            |            |            |             |             |            |
| Skeet Ulrich            | F.P. Jones     |            |            |            |            |            |             |             |            |
| Casey Cott              | Kevin Keller   |            |            |            |            |            |             |             |            |
| Charles Melton (st.2*-) | Reggie Mantle  |            |            |            |            |            |             |             |            |
| Mark Consuelos          | Hiram Lodge    |            |            |            |            |            |             |             |            |
| Vanessa Morgan          | Toni Topaz     |            |            |            |            |            |             |             |            |
| Drew Ray Tanner         | Fangs Fogarty  |            |            |            |            |            |             |             |            |
| Erinn Westbrook         | Tabitha Tate   |            |            |            |            |            |             |             |            |

## Personaggi principali

### Archie Andrews
(stagioni 1-7), interpretato da KJ Apa e doppiato da Manuel Meli.
Ragazzo bello e popolare di Riverdale, giocatore di football del liceo e con la passione per la musica. È il miglior amico di Jughead Jones e Betty Cooper.  In seguito, si innamorerà e si fidanzerà con Veronica Lodge. La tradisce però con Betty, l'amore della sua vita. A fine 4ª stagione lascia la città per arruolarsi nell’esercito militare. Una volta tornato instaura una relazione amorosa con Betty. Sceglie Betty e la vuole sposare perché è sempre stato innamorato di lei. Nella sesta stagione assume il potere della superforza.

### Betty Cooper
(stagioni 1-7), interpretata da Lili Reinhart e doppiata da Veronica Puccio. 
Ragazza intelligente con una cotta per Archie sin da piccola, diventa la migliore amica di Veronica Lodge per aiutarla ad ambientarsi in città. Contemporaneamente comincia a lavorare al giornalino della scuola insieme a Jughead del quale si innamora. Betty condivide la passione per le indagini e il giornalismo con Jughead, passioni che li mettono spesso nei guai, ma grazie alle quali riusciranno a smascherare diversi assassini. Lo tradisce però con Archie,suo amore della vita.Nella quinta stagione parte per Quantico per diventare un agente dell’FBI. Durante i suoi anni da recluta, Betty viene rapita dal TBK (killer della spazzatura), e ciò le causa un trauma davvero profondo. Una volta tornata a Riverdale, Betty si rincontra con i suoi amici e con Archie, con il quale instaura una relazione a fine stagione. Sceglie Archie e vuole sposarlo perché è sempre stata innamorata di lui. Nella sesta stagione assume il potere di visualizzare l'aura delle persone.

### Veronica Lodge
(stagioni 1-7), interpretata da Camila Mendes e doppiata da Elena Perino.
Ex socialite di New York che si trasferisce a Riverdale e diventa amica di Archie, Betty e Jughead. Bella, ricca, sofisticata, audace, forte, perspicace ed intelligente, si trasferisce a Riverdale con la madre, Hermione, dopo che uno scandalo finanziario ha travolto la sua famiglia. Dal carattere forte e determinato, Veronica mal sopporta le imposizioni e le prese in giro. Si innamora di Archie e in seguito si fidanzerà con lui. Nella quinta stagione si trasferisce a New York e lì incontra Chad Gekko, che sposerà in seguito. Solo dopo si accorgerà di quanto Chad sia manipolatore, subdolo, possessivo e cattivo. Per legittima difesa lo ucciderà. A fine stagione 5 si fidanza con Reggie con il quale aveva già avuto un flirt nella terza stagione. Nella sesta stagione diventa una donna ragno, il cui veleno può essere mortale.

### Jughead Jones
(stagioni 1-7), interpretato da Cole Sprouse e doppiato da Mirko Cannella.
Gangster ed imprenditore, miglior amico di Archie. Intelligente, misterioso, sveglio, sarcastico e abbastanza arrogante, è il narratore onnisciente della serie, le cui vicende sono raccontate tramite i capitoli del libro che scrive riguardo agli eventi che colpiscono la città. Indossa sempre un berretto grigio riproducente una corona, che non toglie (quasi) mai. Lavora al Drive In nel Southside. Appassionato di indagini, scrittura e giornalismo, cura con Betty la redazione del giornale scolastico della quale si innamora e con la quale si fidanza e, sempre con lei, indaga sui vari omicidi. Nella 5ª stagione diventa uno scrittore, ma ha un blocco e questo lo porta a diventare un alcolizzato. Una volta tornato in città, incontra Tabitha Tate, nipote di Pop Tate, che lo aiuta con il suo libro e a risolvere il mistero degli alieni. I due si innamorano e instaurano una relazione, portando Jug nuovamente sulla buona strada e a smettere di bere. Assume il potere di leggere i pensieri delle persone e di aprire varchi temporali.

### Cheryl Blossom
(stagioni 1-7), interpretata da Madelaine Petsch e doppiata da Giulia Franceschetti.
Ragazza ricca, autorevole e manipolatrice, sorella gemella del defunto Jason e compagna di classe di Archie e dei suoi amici. Nasconde dentro di sé una grande sofferenza, dovuta alla perdita del fratello e agli abusi della sua famiglia. Al liceo ha avuto una relazione con Toni Topaz. Nella sesta stagione assumerà talvolta l'identità della sua pro-zia Abigail Blossom e avrà il potere della pirocinesi.

### Josie McCoy
(stagioni 1-3, guest star stagione 4-5, 7), interpretata da Ashleigh Murray e doppiata da Joy Saltarelli.
Cantante solista delle Josie and the Pussycats, di cui fanno parte anche Valerie e Melody, e compagna di classe di Archie e dei suoi amici. Studentessa della Riverdale High, è la migliore amica di Cheryl. È la figlia del sindaco della città, l'avvocato Sierra McCoy. Ha avuto relazioni con Archie e Sweet Pea.

### Kevin Keller
(stagioni 2-7, ricorrente stagione 1), interpretato da Casey Cott e doppiato da Federico Di Pofi.
Studente apertamente gay delle superiori amico di Archie, Betty e Veronica e figlio dello sceriffo di Riverdale, Tom Keller. Estroverso, allegro, gentile ma anche molto "pungente", è un ottimo amico e confidente. Ha avuto relazioni con Joaquin, Moose e Fangs. Cott è stato promosso a personaggio principale dalla seconda stagione.

### Reggie Mantle
(stagioni 3-7, ricorrente stagioni 1-2), interpretato da Ross Butler (st. 1, guest st. 6) e da Charles Melton (st. 2-7) e doppiato da Massimo Triggiani.
Amico e rivale di lunga data di Archie, giocatore di football alla Riverdale High e combina guai. Ha avuto una relazione con Veronica. Melton è stato scelto per interpretare Reggie dalla seconda stagione dopo l'abbandono di Ross Butler che ha interpretato Reggie nella prima stagione; Melton è stato promosso a personaggio principale dalla terza stagione.

### Toni Topaz
(stagioni 3-7, ricorrente stagione 2), interpretata da Vanessa Morgan e doppiata da Eva Padoan.
Membro dai capelli fucsia dei Southside Serpents, accoglie e guida Jughead al suo arrivo al Liceo del Southside, curando come fotografa la pubblicazione del giornalino scolastico. Al liceo ha avuto una relazione con Cheryl Blossom, al termine della quinta stagione ha intrapreso una relazione con Fangs.

### Fangs Fogarty
(stagioni 5-7, ricorrente stagioni 2-4), interpretato da Drew Ray Tanner e doppiato da Emanuele Ruzza (st. 2-4) e da Matteo Costantini (st. 5-7).
Membro dei Serpents, diventa amico di Jughead nella seconda stagione. Ha avuto una relazione altalenante con Kevin Keller. Al termine della quinta stagione intraprende una relazione con Toni Topaz.

### Tabitha Tate
(stagioni 5-7), interpretata da Erinn Westbrook e doppiata da Serena Sigismondo.
Ambiziosa nipote di Pop Tate, arrivata a Riverdale con la speranza di modernizzare l'iconico locale Pop's Chock'lit Shoppe, anche se la città fa fatica a sopravvivere. Intraprende una relazione con Jughead. Nella sesta stagione è una cronocinetica.

### Alice Cooper
(stagioni 1-7), interpretata da Mädchen Amick e doppiata da Eleonora De Angelis.
Madre di Betty, Polly e Charles ed editrice del giornale locale di Riverdale, il Register, insieme al marito Hal, con il quale ha una relazione dai tempi del liceo. Sebbene cerchi di apparire come la perfetta abitante del Northside, Alice era, da adolescente, un membro dei Southside Serpents e intratteneva una relazione con F.P. e che riprenderà poi nel corso delle stagioni.

### Fred Andrews
(stagioni 1-3), interpretato da Luke Perry e doppiato da Francesco Prando.
Padre di Archie, proprietario di un'impresa di costruzioni che spera un giorno di poter lasciare al figlio. Nutre delle riserve sulla passione di Archie per la musica, per poi ricredersi di fronte al talento di questi. A causa della morte dell'attore, il personaggio muore durante il primo episodio della quarta stagione in seguito ad un incidente stradale; il sopracitato episodio, inoltre, è un tributo al personaggio e all'attore stesso.

### Hermione Lodge
(stagioni 1-5, guest st.6-7), interpretata da Marisol Nichols e doppiata da Michela Alborghetti.
Madre di Veronica, tornata a Riverdale con la figlia dopo l'incarcerazione del marito Hiram Lodge.

### F.P. Jones
(stagioni 2-5, ricorrente stagione 1), interpretato da Skeet Ulrich e doppiato da Roberto Certomà.
Padre divorziato di Jughead e leader dei Southside Serpents una banda di criminali che vivono ed operano ai margini di Riverdale. Ulrich è stato promosso a personaggio principale dalla seconda stagione. Oltre a Jughead, ha una figlia più piccola, Jellybean. Da giovane aveva una relazione con Alice Cooper, che riprenderà poi nel corso delle stagioni.

### Hiram Lodge
(stagioni 2-5, guest st.7), interpretato da Mark Consuelos e doppiato da Riccardo Rossi (st. 2-3) e da Fabio Boccanera (st. 4-5,7).

Padre di Veronica e Hermosa, finito in carcere per attività illegali. Consuelos si è unito al cast dalla seconda stagione, nella prima stagione il suo personaggio viene solo nominato. Marito di Hermione. È il proprietario delle Industrie Lodge, ma i suoi affari includono anche implicazioni malavitose. È un uomo scaltro e manipolatore.

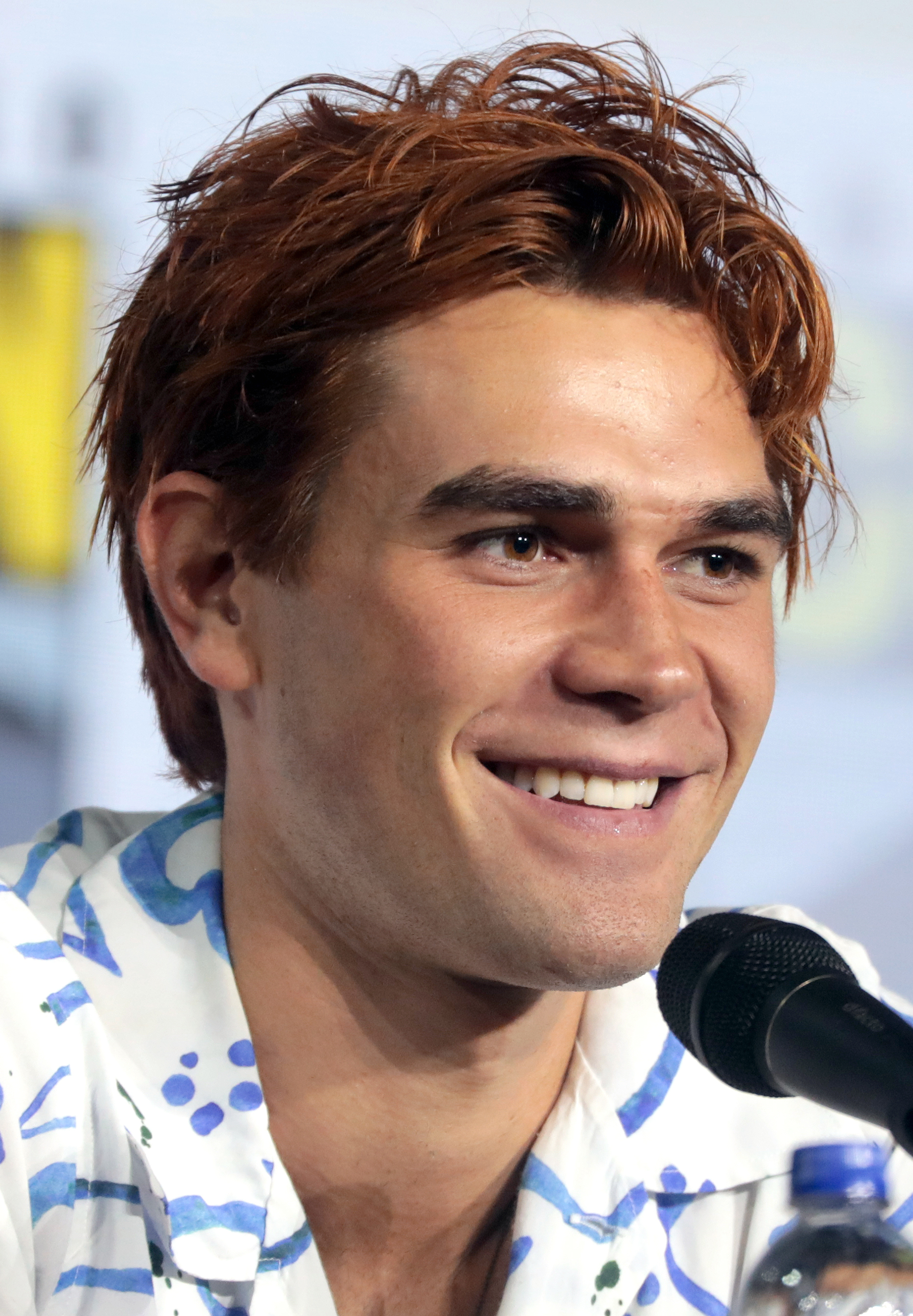
KJ Apa interpreta Archie Andrews.
Lili Reinhart interpreta Betty Cooper.
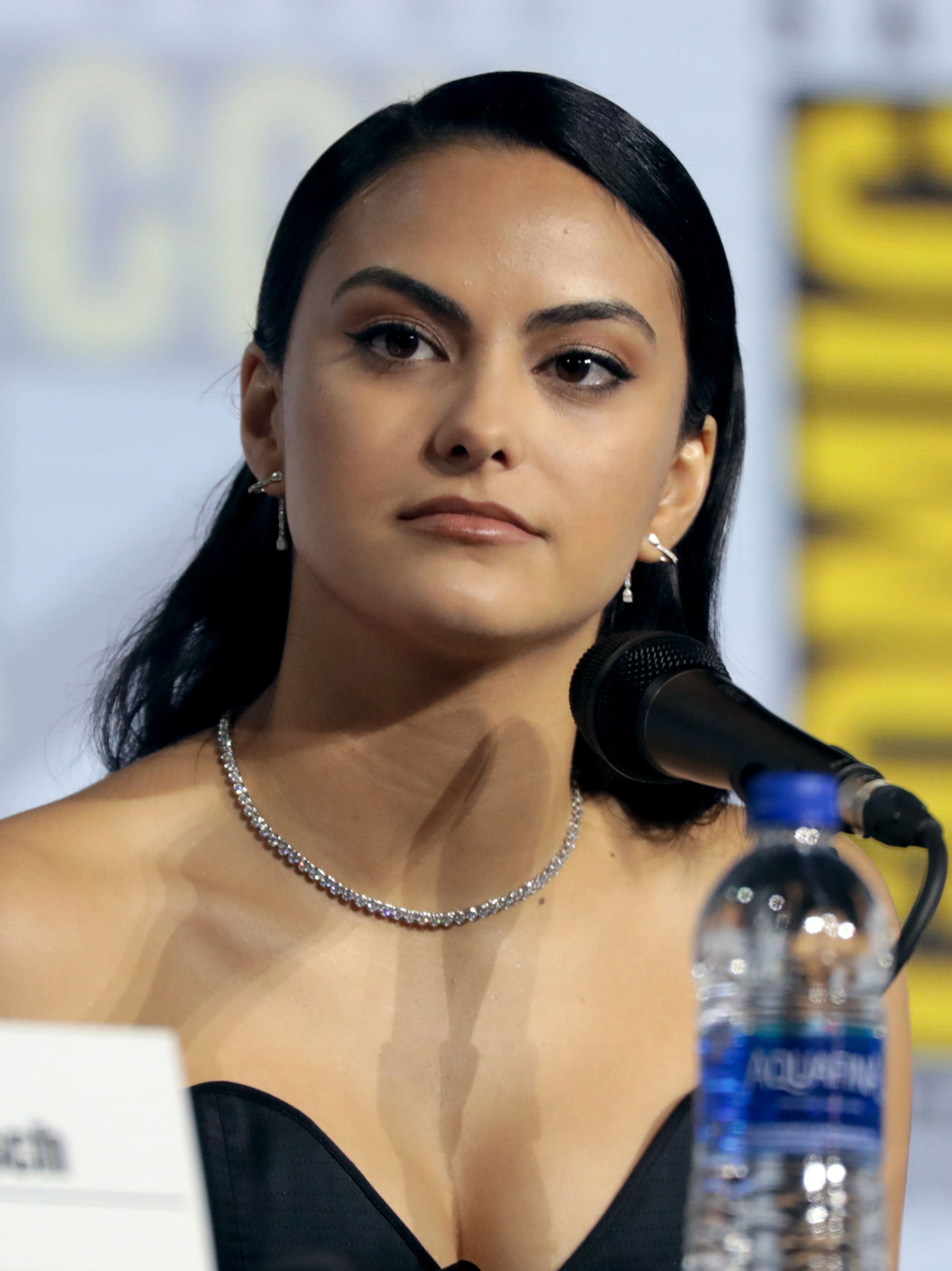
Camila Mendes interpreta Veronica Lodge.
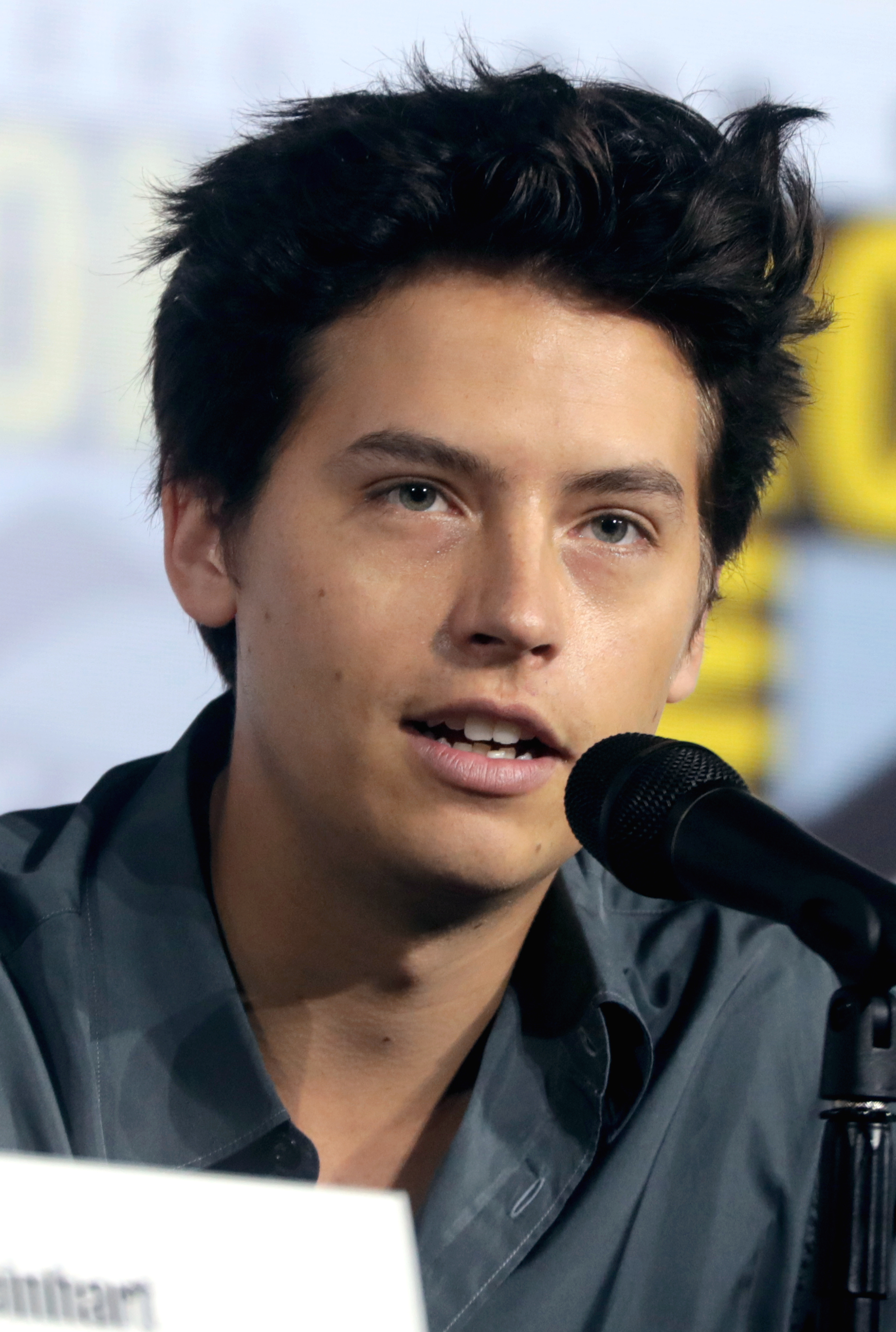
Cole Sprouse interpreta Jughead Jones.
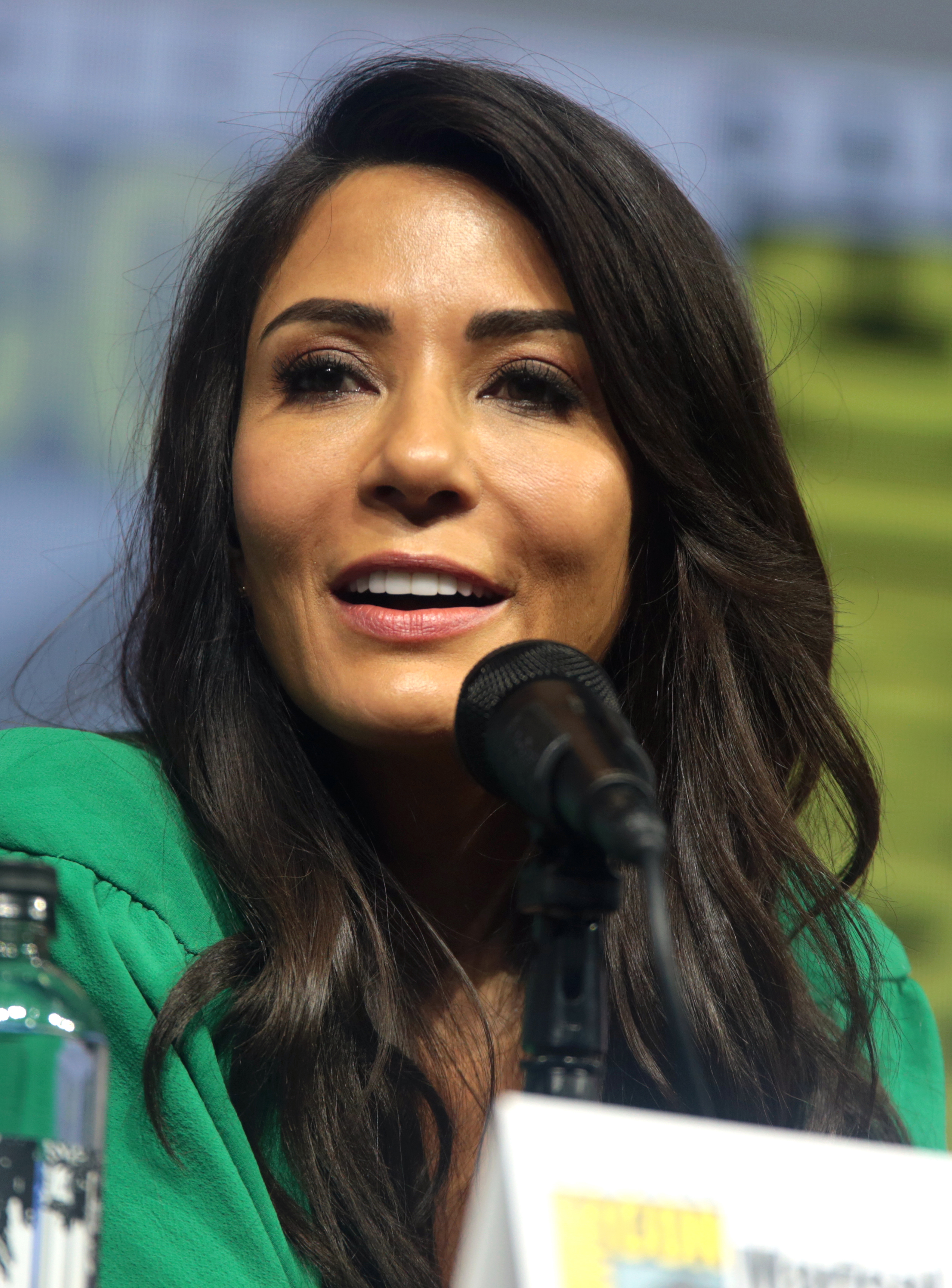
Marisol Nichols interpreta Hermione Lodge.
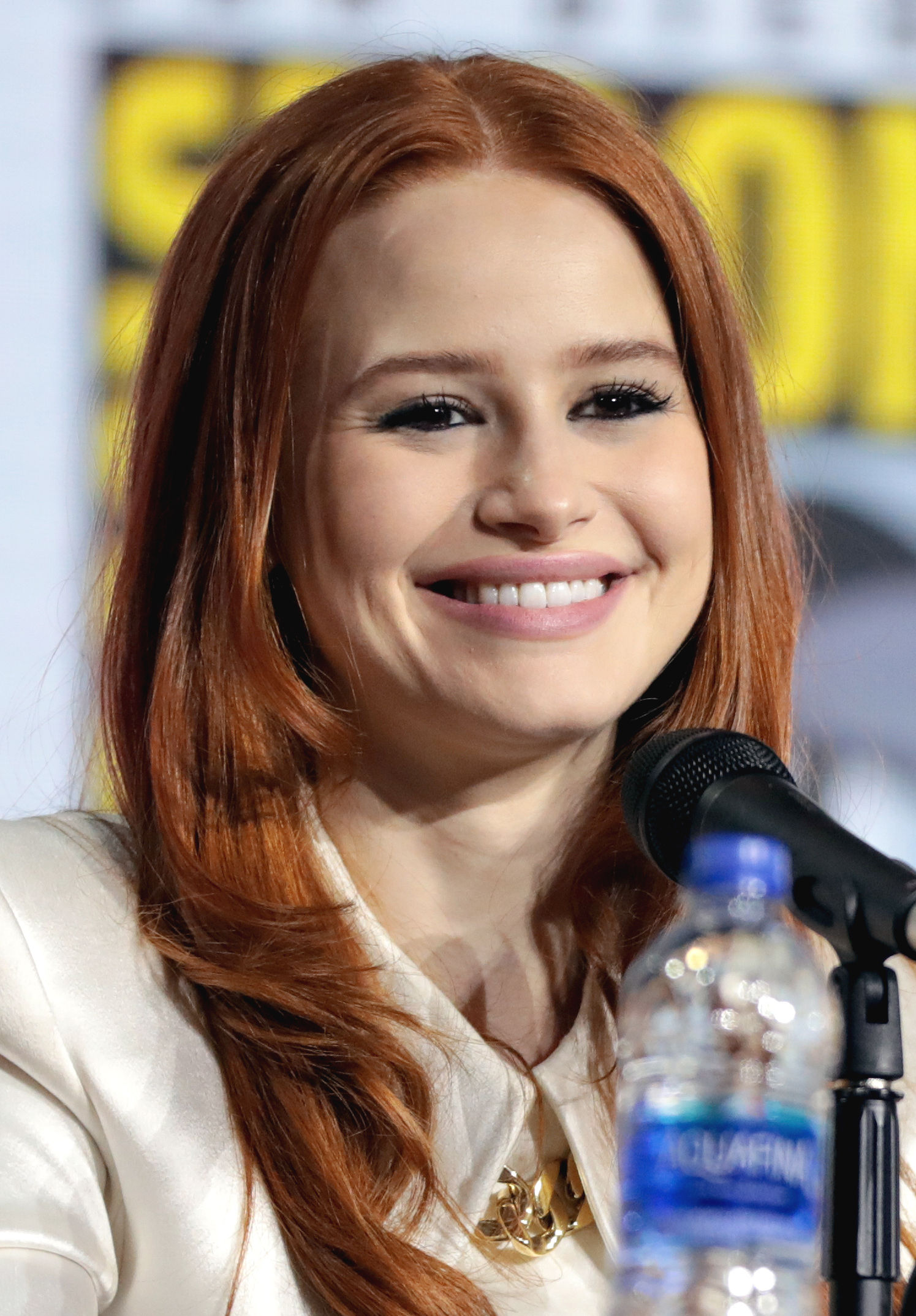
Madelaine Petsch interpreta Cheryl Blossom.
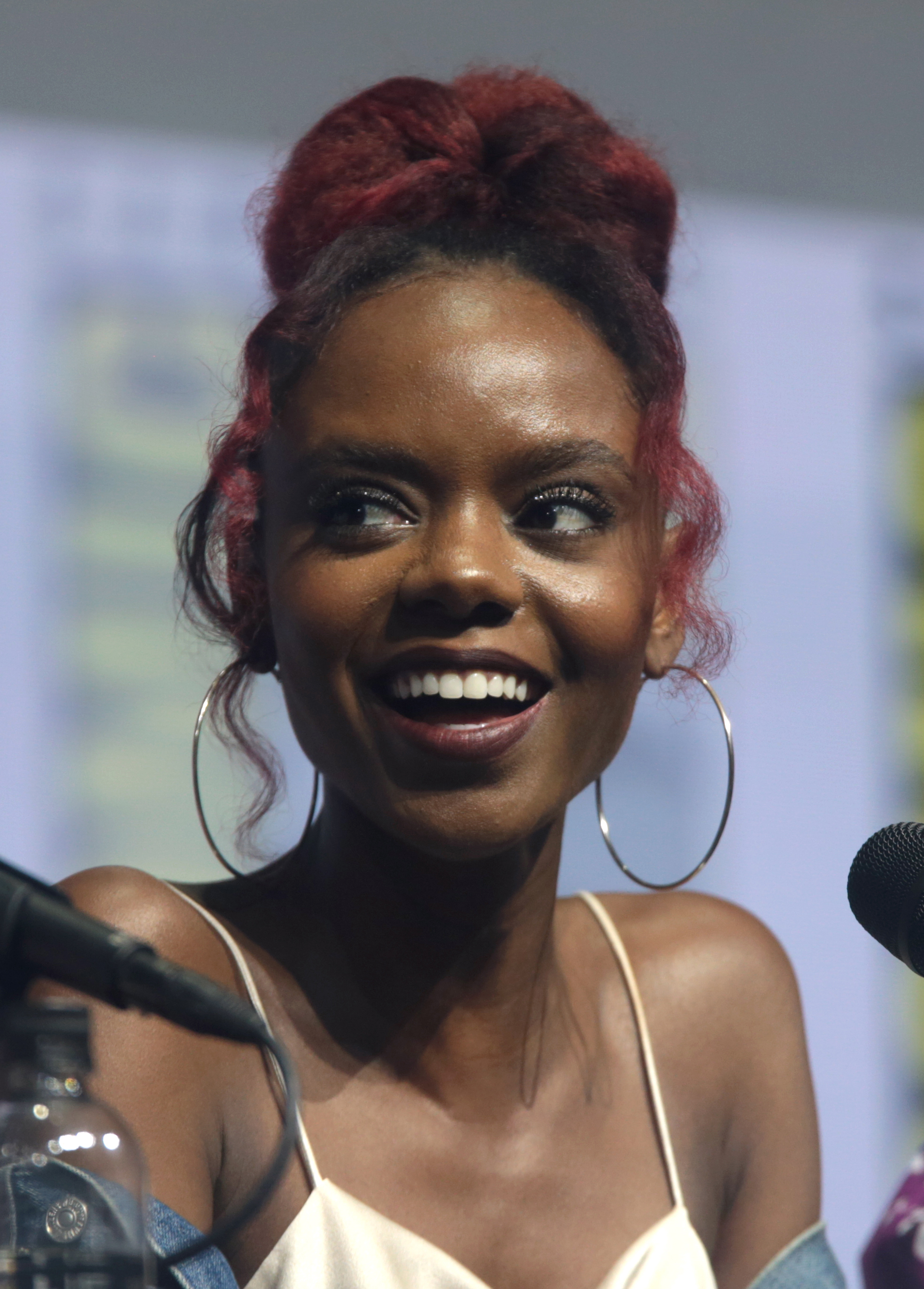
Ashleigh Murray interpreta Josie McCoy.
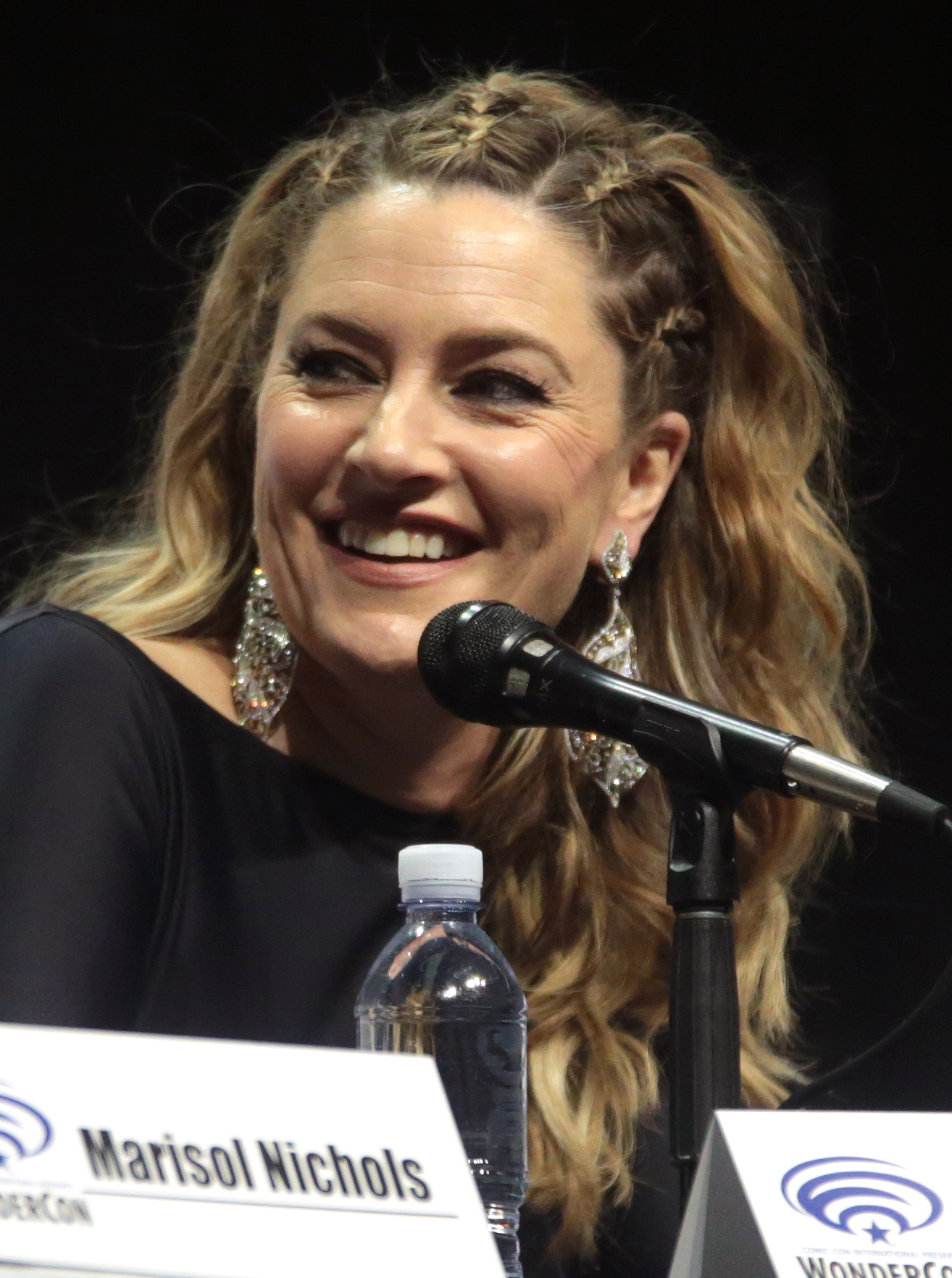
Mädchen Amick interpreta Alice Cooper.
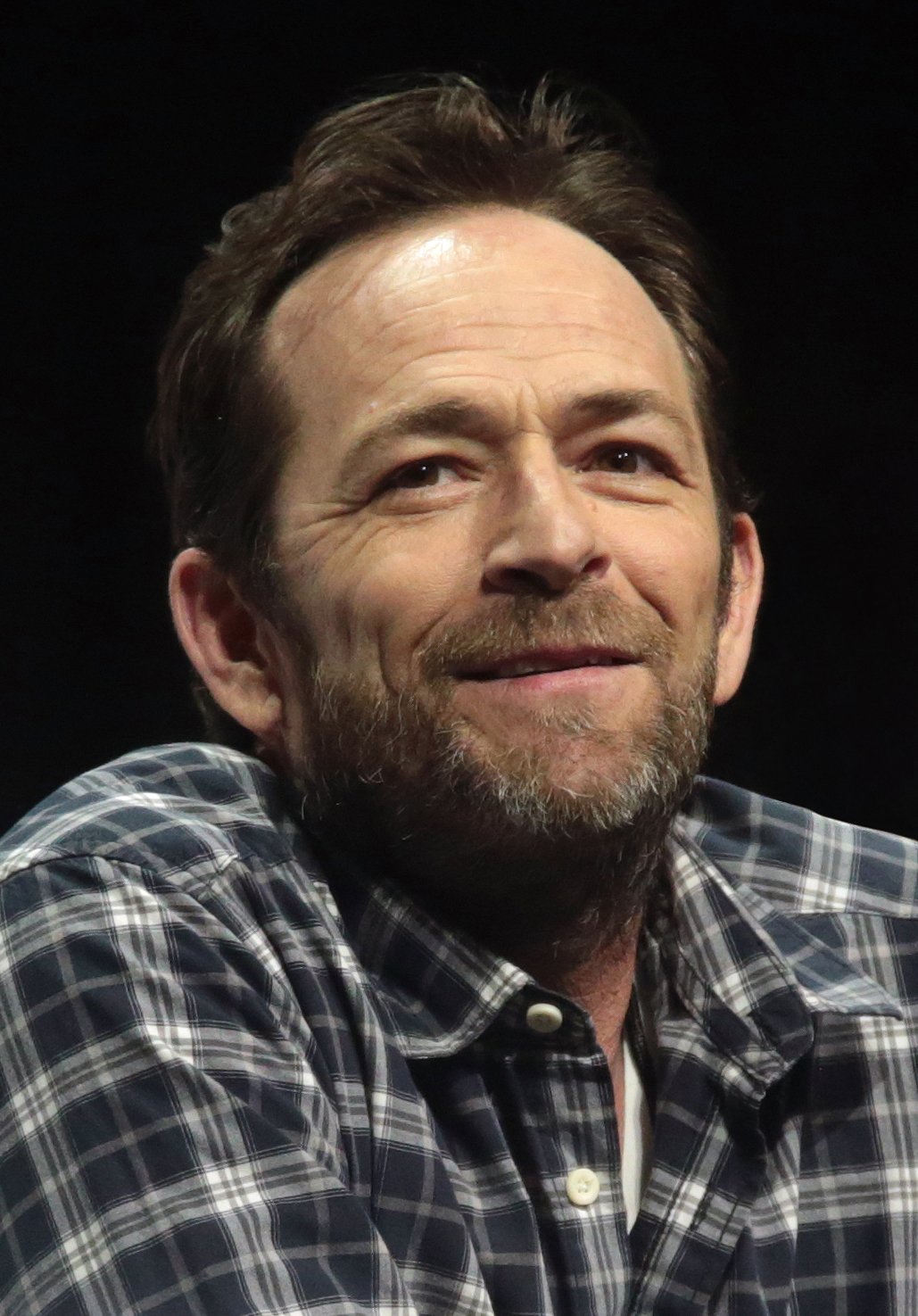
Luke Perry interpretò Fred Andrews.
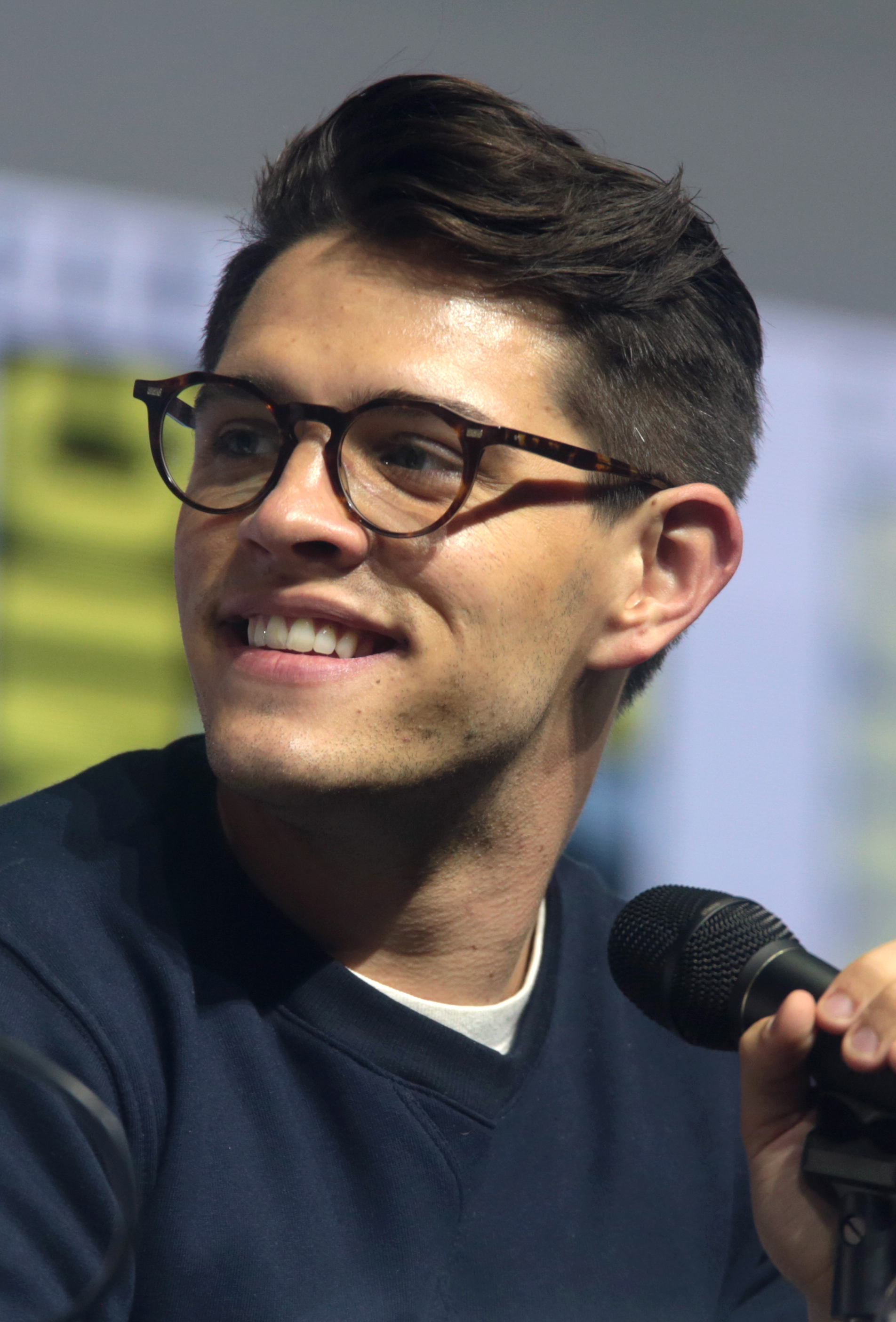
Casey Cott interpreta Kevin Keller.
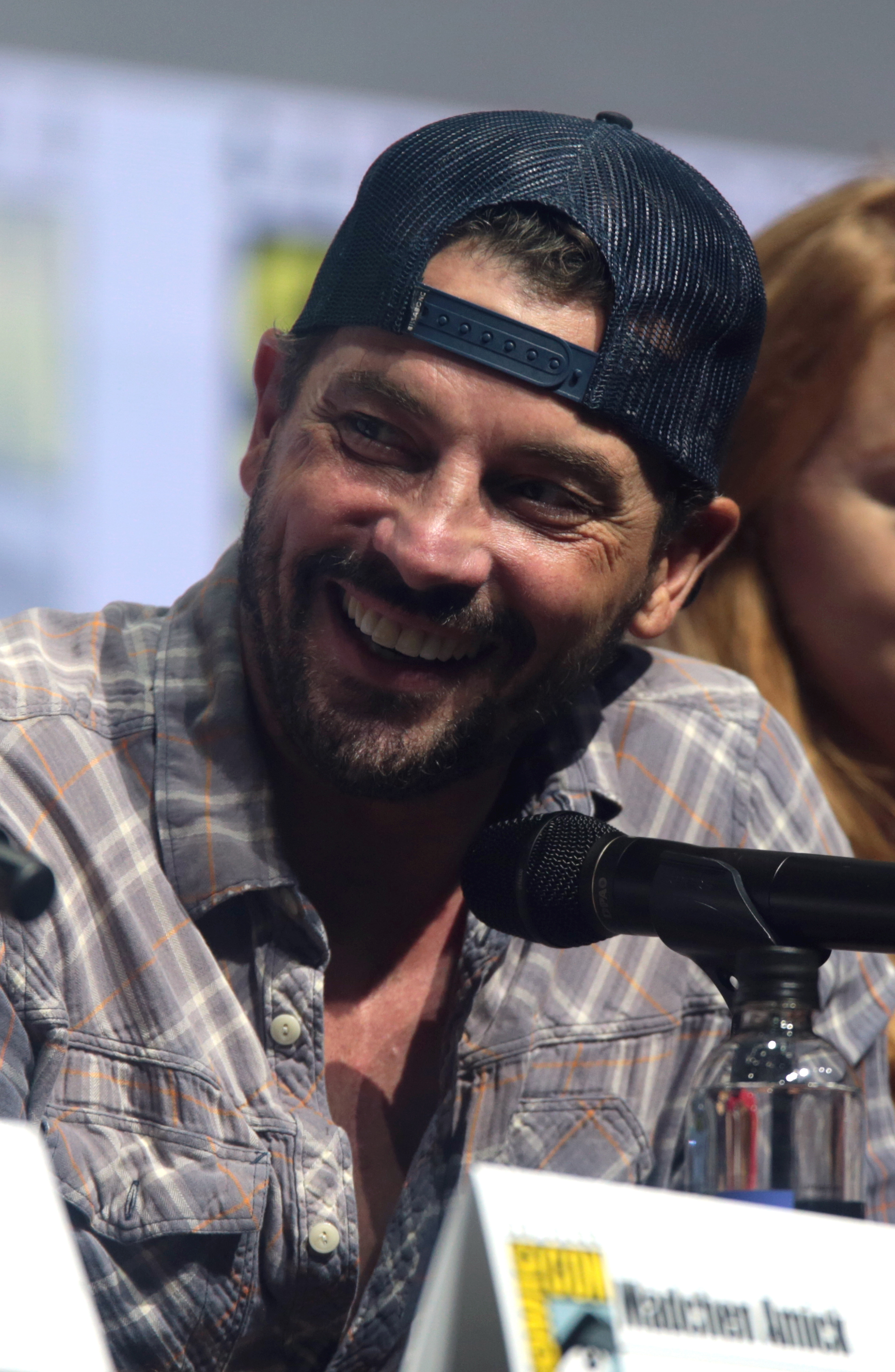
Skeet Ulrich interpreta F.P. Jones.
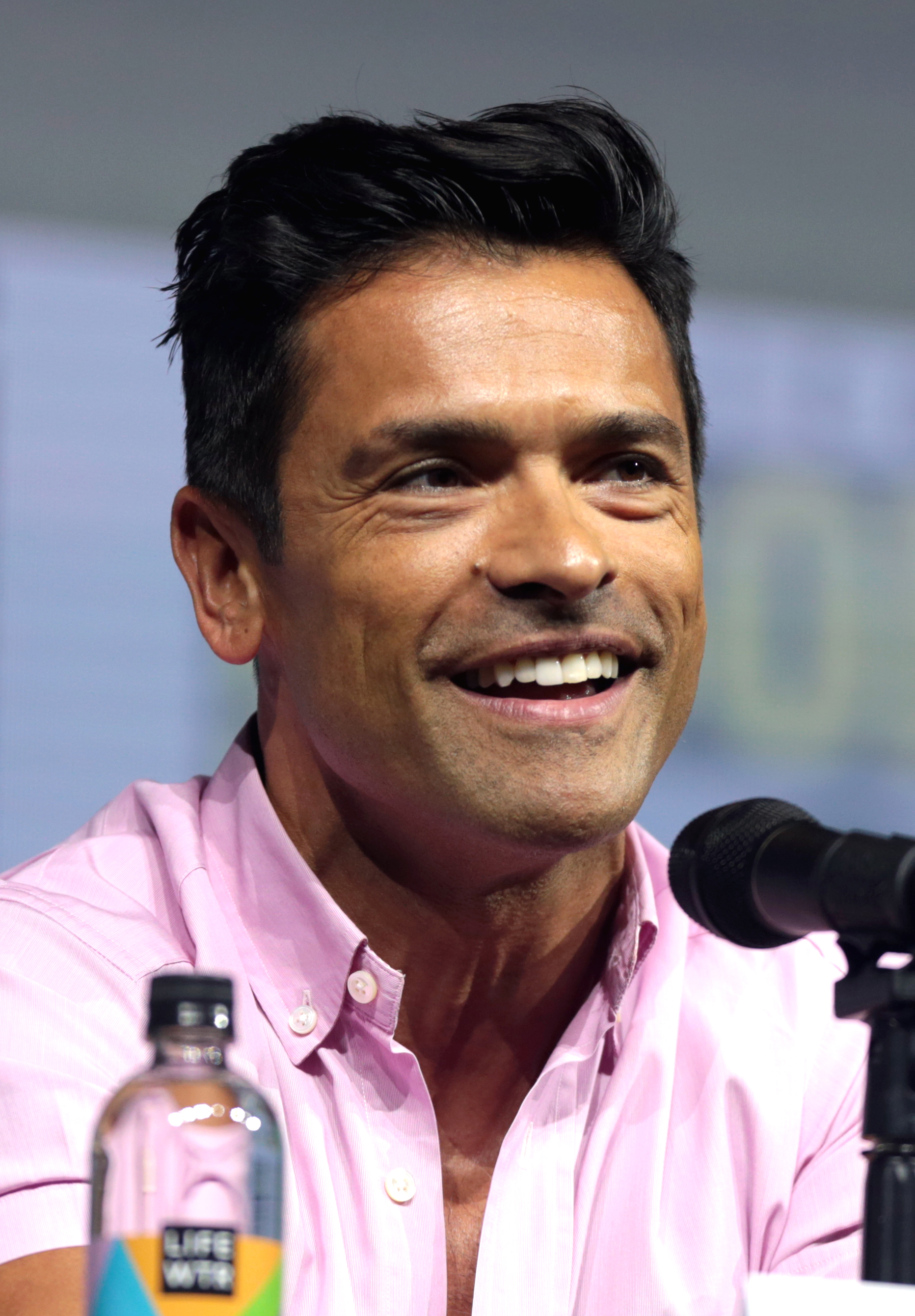
Mark Consuelos interpreta Hiram Lodge.
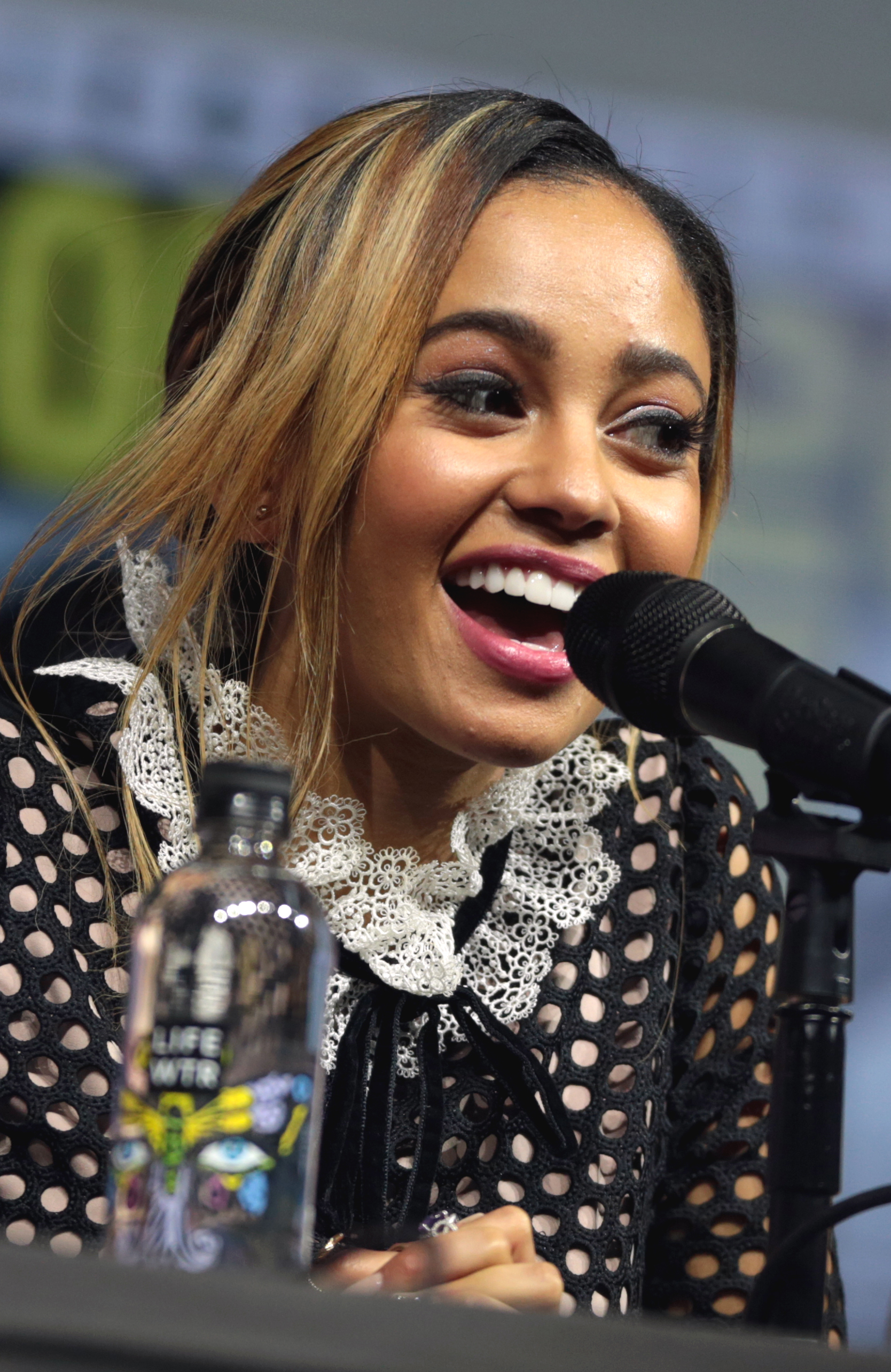
Vanessa Morgan interpreta Toni Topaz.

## Personaggi ricorrenti

### Famiglia Blossom
- Penelope Blossom (stagioni 1-3, 4-5, 7, guest star stagione 6), interpretata da Nathalie Boltt e doppiata da Alessandra Korompay: madre di Jason, Cheryl e Julian.
- "Nana" Rose Blossom (stagioni 2-6, guest star stagioni 1 e 7), interpretata da Barbara Wallace e doppiata da Graziella Polesinanti: nonna di Jason e Cheryl, viene affettuosamente chiamata "Nana".
- Jason Blossom (stagioni 1 e 4, guest star stagioni 2-3, 5-7), interpretato da Trevor Stines: il defunto fratello di Cheryl.
- Clifford Blossom (stagione 1, guest star stagioni 2, 4, 6 e 7), interpretato da Barclay Hope e doppiato da Gianni Giuliano: padre di Cheryl, Jason e Julian.
- Bedford Blossom (stagioni 1-5), interpretato da Alex Zahara e doppiato da Emilio Barchiesi: zio di Cheryl e Jason.
- Claudius Blossom (stagioni 2-3), interpretato da Barclay Hope e doppiato da Gianni Giuliano: il fratello gemello di Clifford.
- Juniper Blossom (stagioni 2-6), interpretata da Alix West Lefler: figlia di Jason e Polly, gemella di Dagwood.
- Dagwood Blossom (stagioni 2-6), interpretato da Bentley Storteboom: figlio di Jason e Polly, gemello di Juniper.
- Julian Blossom (stagione 7), interpretato da Nicholas Barasch e doppiato da Alberto Franco: fratello di Cheryl e figlio di Penelope e Clifford nel 1955.

### Famiglia Cooper
- Hal Cooper (stagioni 1-3, 7, guest star stagioni 4-6), interpretato da Lochlyn Munro e doppiato da Fabrizio Temperini: padre di Betty e Polly, marito di Alice.
- Polly Cooper (stagioni 1-5, guest star stagioni 6-7), interpretata da Tiera Skovbye e doppiata da Valentina Favazza (st. 1-2) e da Emanuela Damasio (st. 3-7): primogenita di Alice Cooper, sorella di Betty e madre dei gemelli avuti da Jason Blossom.
- Charles Smith (stagioni 4-5, guest star stagione 3 e 6-7) interpretato da Wyatt Nash e doppiato da Fabrizio Sabatucci: agente dell'FBI, figlio di Alice e F.P.

### Famiglia Andrews
- Mary Andrews (stagioni 4, 7, guest star stagioni 1-3, 5,6), interpretata da Molly Ringwald e doppiata da Daniela Abbruzzese: madre di Archie e moglie di Fred, con il quale sta concludendo le pratiche per il divorzio. È una brillante avvocata e vive a Chicago.
- Frank Andrews (stagioni 4-7), interpretato da Ryan Robbins e doppiato da Massimo Bitossi: fratello di Fred e zio di Archie. Evaso di prigione, entra nelle vite della famiglia Andrews.

### Famiglia Jones
- Gladys Jones (stagione 3), interpretata da Gina Gershon e doppiata da Francesca Fiorentini: madre di Jughead e Jellybean, moglie di F.P.  È una donna colta, astuta e intelligente, abile truffatrice e proprietaria di una rivendita di automobili usate.
- Jellybean Jones (stagioni 3-5), interpretata da Trinity Likins e doppiata da Agnese Marteddu: sorella minore di Jughead.
- Forsythe Pendleton Jones I (stagione 4), interpretato da Timothy Webber, doppiato da Franco Zucca: padre di F.P: e nonno di Jughead e Jellybean.

### Famiglia Lodge
- Hermosa Lodge (stagione 4, guest star stagioni 5-6), interpretata da Mishel Prada e doppiata da Emanuela D'Amico: sorellastra di Veronica, detective privato che giunge a Riverdale.
- Heraldo (stagione 6), interpretato da Ricardo Hoyos: cugino di Veronica.

### Famiglia McCoy
- Sierra McCoy (stagioni 1-3, guest star stagioni 4-5), interpretata da Robin Givens e doppiata da Emanuela Baroni: madre di Josie McCoy nonché primo sindaco della città.

### Famiglia Keller
- Tom Keller (stagioni 1-7), interpretato da Martin Cummins e doppiato da Raffaele Palmieri: padre di Kevin nonché primo sceriffo della città

### Famiglia Tate
- Pop Tate (stagioni 1-4, 6-7, guest star stagione 5), interpretato da Alvin Sanders e doppiato da Carlo Petruccetti: proprietario del locale Pop's Chock'lit Shoppe, nonché nonno di Tabitha.

### Serpents
- Joaquin DeSantos (stagioni 1 e 3, guest star stagione 2), interpretato da Rob Raco e doppiato da Luca Appetiti: giovane componente dei Southside Serpents.
- Tall Boy (stagione 2, guest star stagioni 1, 3), interpretato da Scott McNeil e doppiato da Daniele Valenti: braccio destro di F.P. Jones nei Seprents.
- Penny Peabody (stagioni 2-3), interpretata da Brit Morgan e doppiata da Benedetta Degli Innocenti: membro dei Serpents, tramite i quali è riuscita a diventare avvocato. Oltre alla sua principale professione, dirige i traffici di droga di Greendale.
- Kurtz (stagione 3), interpretato da Jonathan Whitesell: membro dei Serpents.
- Sweet Pea (stagioni 2-5), interpretato da Jordan Connor e doppiato da Stefano Sperduti: membro dei Serpents, fidanzato di Josie e amico di Jughead.

### Ghoulies
- Malachai (stagione 2, guest star stagione 3), interpretato da Tommy Martinez e doppiato da Gabriele Sabatini: capo dei Goulies, gang rivale dei Serpents.
- Twyla Twist (stagioni 6, guest star stagione 7), interpretata da Alaina Huffmann: nuovo capo dei Ghoulies.

### Josie and the Pussycats
- Melody Valentine (stagioni 1-2, guest star stagione 5), interpretata da Asha Bromfield e doppiata da Maria Giulia Ciucci: amica di Josie e membro delle Josie and the Pussycats.
- Valerie Brown (stagioni 1-2, guest star stagione 5), interpretata da Hayley Law e doppiata da Elena Fiorenza: amica di Josie e membro delle Josie and the Pussycats.

### Pretty Poison
- Peaches 'N' Cream (stagioni 3-4, guest star stagione 5), interpretata da Bernadette Back e doppiata da Sara Torresan: membro delle Pretty Poison.

### Personale scolastico della Riverdale High School
- Waldo Weatherbee (stagioni 1-3, 5, guest star stagione 4 e 6), interpretato da Peter James Bryant e doppiato da Rodolfo Bianchi (st. 1-3), Paolo Marchese (st. 4, ep.5.1-3) e Dario Oppido (ep.5.5+): preside della Riverdale High School. È un uomo severo ma comprensivo.
- Doris Bell (stagioni 1-in corso, guest star stagione 6), interpretata da Marion Eisman: receptionist della scuola.
- Geraldine Grundy (stagione 1, guest star stagione 2,6 e 7), interpretata da Sarah Habel e doppiata da Selvaggia Quattrini: insegnante di musica della Riverdale High School, ha una relazione con Archie.
- Joseph Svenson (stagione 2), interpretato da Cameron McDonald e doppiato da Pasquale Anselmo: bidello della Riverdale High School.
- Holden Honey (stagione 4), interpretato da Kerr Smith e doppiato da Stefano Crescentini: preside della Riverdale High School in sostituzione a Waldo Weatherbee.
- Preside Felix Featherhead (episodio 3x04, stagione 7), interpretato da William MacDonald, doppiato da Gianluca Machelli (ep. 3x04) e Ambrogio Colombo (s. 7): preside della Riverdale High School.
- Fredreich Werters (stagione 7), interpretato da Malcolm Stewart, doppiato da Enrico Di Troia: psichiatra che lavora alla Riverdale High School negli anni '50.

## Personaggi secondari

### Introdotti nella stagione 1
- Ginger Lopez (stagione 1), interpretata da Caitlin Mitchell-Markovitch e doppiata da Serena Sigismondo: amica di Cheryl Blossom.
- Tina Patel (stagione 1), interpretata da Olivia Ryan Stern e doppiata da Margherita De Risi: amica di Cheryl Blossom.
- Ethel Muggs (stagioni 1-7, guest star stagioni 4 e 6), interpretata da Shannon Purser e doppiata da Elena Liberati: una delle ragazze della città. Non sopporta Veronica, dopo aver scoperto il coinvolgimento di Hiram negli affari che hanno distrutto suo padre.
- Moose Mason (stagioni 1-4, guest star stagione 5-6), interpretato da Cody Kearsley e doppiato da Federico Talocci: compagno di scuola e della squadra di football di Archie.
- Floyd Clayton (stagione 1, guest star stagioni 2 e 4), interpretato da Colin Lawrence e doppiato da Andrea Lavagnino: padre di Chuck e allenatore della squadra di football locale.
- Ben Button (stagioni 2-3, 7, guest star stagioni 1 e 6), interpretato da Moses Thissen: ragazzo che lavora al Bijou, il cinema di Riverdale.
- Chuck Clayton (stagioni 1-2), interpretato da Jordan Calloway e doppiato da Mattia Nissolino: figlio del Coach Clayton. Fa parte della squadra di football.
- Dilton Doiley (stagioni 1-2, 7, guest star stagioni 3 e 6), interpretato da Major Curda e doppiato da Stefano Broccoletti: uno dei ragazzi della città e capo scout, presente sul posto la mattina dell'omicidio di Jason.
- Smithers (stagioni 1, 5-7, guest star stagioni 2-4), interpretato da Tom McBeath e doppiato da Enzo Avolio: maggiordomo e autista dei Lodge.

- Dr. Curdle (stagioni 1-2, guest star stagione 5), interpretato da Mackenzie Gray: medico legale che si occupa di analizzare i cadaveri.

### Introdotti nella stagione 2
- Nick St. Clair (stagione 2, guest star stagioni 4 e 6), interpretato da Graham Phillips e doppiato da Alessandro Campaiola: vecchio amico di Veronica, dalla quale è palesemente attratto.
- Chic (stagione 2, guest star stagioni 3-5), interpretato da Hart Denton e doppiato da Federico Campaiola: ragazzo il quale si spaccia inizialmente per il fratello di Betty e Polly.
- Midge Klump (stagione 2, 7, guest star stagione 3), interpretata da Emilija Baranac (st. 2-4) e Abby Ross (st. 7) e doppiata da Jessica Bologna: fidanzata di Moose Mason.

- Andre (stagione 2), interpretato da Stephan Miers: scagnozzo della famiglia Lodge, sostituisce il ruolo di Smithers nella seconda stagione.
- Arthur Adams (stagione 2), interpretato da John Behlmann, doppiato da Massimiliano Plinio: agente dell'FBI sotto copertura
- Sorella Woodhouse (stagioni 2-3), interpretata da Beverley Breuer e doppiata da Stefanella Marrama: crudele e inquietante direttrice delle Sorelle della Mansueta Provvidenza, la casa d'accoglienza per giovani tormentati.
- Michael Minetta (stagioni 2-3), interpretato da Henderson Wade e doppiato da Guido Di Naccio: sceriffo che arriva a Riverdale.

### Introdotti nella stagione 3
- Edgar Evernever (stagione 3, guest star stagione 4), interpretato da Chad Michael Murray e doppiato da Marco Vivio: padre di Evelyn Evernever e leader della Fattoria. Si trasferisce a Riverdale con la figlia e la Fattoria.
- Evelyn Evernever (stagioni 3-4, guest star stagione 7), interpretata da Zoé De Grand Maison e doppiata da Virginia Brunetti: figlia di Edgar Evernever, il leader e guida della fattoria nella quale Polly si è rifugiata durante la gravidanza.

- Munroe "Mad-Dog" Moore (stagioni 3-4), interpretato da Eli Goree e doppiato da Maurizio Merluzzo: detenuto al centro di detenzione minorile Leopold e Loeb fino all'arrivo di Archie. Proprio con quest'ultimo stringe una forte amicizia.
- Warden Norton (stagione 3), interpretato da William MacDonald e doppiato da Ambrogio Colombo: direttore del carcere Leopold and Loeb.

- Ricky Santos (stagione 3), interpretato da Nico Bustamante: ragazzo di strada trovato da Archie e Josie fuori dalla palestra di Archie.
- Elio Grande (stagione 3, guest star stagione 2), interpretato da Julian Haig e doppiato da Fabrizio Dolce: giovane uomo in contatto con ambienti criminali, mandato dal padre di Veronica per corteggiare la figlia.
- Marty Mantle (stagioni 3-5, guest star stagione 6), interpretato da Matthew Yang King e doppiato da Alessandro Sitzia: padre di Reggie, con cui ha un rapporto ostile.
- Dr. Curdle Jr. (stagioni 3-7), interpretato da Nikolai Witschl e doppiato da Davide Albano: succede al Dr. Curdle per aiutare i ragazzi ad analizzare i cadaveri.

### Introdotti nella stagione 4
- Bred Weston Wallis (stagione 4, guest star stagione 5), interpretato da Sean Depner e doppiato da Davide Perino: studente molto competitivo della Stonewall Prep che prende di mira Jughead al suo arrivo nella prestigiosa scuola.
- Donna Sweett (stagione 4, guest star stagione 5), interpretata da Sarah Desjardins e doppiata da Georgia Lepore: studentessa della Stonewall amica di Bret.
- Joan Berkeley (stagione 4), interpretata da Doralynn Mui: studentessa della Stonewall amica di Bret.
- Jonathan (stagione 4), interpretato da Alex Barima e doppiato da Matteo Costantini: studente della Stonewall.
- Rupert Chipping (stagione 4), interpretato da Sam Witwer e doppiato da Paolo De Santis: insegnante della Stonewall Prep.
- Francis Dupont (stagione 4), interpretato da Malcolm Stewart e doppiato da Oliviero Dinelli: creatore della serie dei libri Baxters Brothers, giunge alla Stonewall Prep.
- Eddie (stagione 4), interpretato da Ajay Friese e doppiato da Lorenzo D'Agata: ragazzino di strada incontrato da Archie e preso sotto la sua ala.
- Dodger Dickenson (stagione 4, guest star stagione 5), interpretato da Juan Riedinger: uomo che sfrutta i bambini di strada per i suoi sporchi affari

### Introdotti nella stagione 5
- Minerva Marble (stagione 5), interpretata da Adeline Rudolph e doppiata da Lavinia Paladino: appassionata d'arte che giunge alla dimora di Cheryl.
- Jessica (stagione 5), interpretata da Phoebe Miu e doppiata da Benedetta Ponticelli: ragazza di Jug durante un suo trascorso a New York.

- Chad Gekko (stagione 5), interpretato da Chris Mason e doppiato da Daniele Raffaeli: marito di Veronica a partire dalla quinta stagione, geloso e possessivo nei suoi confronti.
- Eric Jackson (stagioni 5), interpretato da Sommer Carbuccia: un caporale dell'esercito americano che è stato salvato da Archie durante la guerra.
- Dreyfus Starkweather (stagione 5), interpretato da John Prowse, doppiato da Pierluigi Astore: vecchio uomo incontrato da Jughead nel corso delle indagini sugli uomini falena.
- Glen Scott (stagione 5, guest star stagione 6), interpretato da Greyston Holt, doppiato da Marco Bassetti: agente dell'FBI che ha una relazione romantica con Betty.
- Britta Beach (stagioni 5-6), interpretata da Kyra Leroux, doppiata da Francesca Teresi: ragazzina cacciata di casa dai genitori dopo aver fatto coming-out, viene accolta a Thornhill da Cheryl.

### Introdotti nella stagione 6
- Percival Pickens (stagione 6), interpretato da Chris O'Shea: strano ragazzo che arriva a Riverdale dal Regno Unito, discendente del generale Pickens.
- Heather (stagioni 6), interpretata da Caroline Day: vecchia fiamma di Cheryl che giunge a Thornhill.
- Jillian Drake (stagioni 6), interpretata da Sophia Tatum: agente che lavora per Betty all'FBI.

### Introdotti nella stagione 7
- Clay Walker (stagione 7), interpretato da Karl Walcott, doppiato da Luca Appetiti: studente della Riverdale High School negli anni '50.
- Al Fieldstone (stagione7), interpretato da Garry Chalk, doppiato da Pierluigi Astore: editore al Pep Comics.